# Graf Kostja
Graf Kostja ist ein französisch-deutsches Stummfilmdrama aus dem Jahre 1924 mit Conrad Veidt in der Haupt- und Titelrolle. Der Film hatte den gleichnamigen Roman (1863) von Victor Cherbuliez zur Vorlage.

## Handlung
Der in der Fremde, auf einem Schloss am Rhein, residierende polnisch-russische Graf Kostja ist davon überzeugt, dass seine Frau ihm untreu ist. Als sowohl sie als auch beider kleiner Sohn Stefan sterben, bringen ihn diese Tragödien an den Rand des Wahnsinns. Seine Tochter Stefana, von der er glaubt, dass diese einem Seitensprung seiner verstorbenen Gattin entstammt, erzieht er daraufhin wie einen Jungen und nennt sie fortan Stefan. Vater und Tochter entfremden sich immer mehr, und Stefana empfindet das Leben hier bei ihrem Vater als eine einzige Qual. Eines Tages kommt ein jungen Mann auf das Grafenschloss um die Stelle des gräflichen Sekretärs anzutreten. Kostjas Tochter glaubt zunächst, dass dieser Mann im Auftrag ihres Vaters sie lediglich weiterhin quälen soll und misstraut anfänglich dem Fremden.
Doch dann verlieben sich die beiden jungen Leute ineinander. Schließlich klären sich sogar die wahren Umstände, die das Gerücht nährten, Stefana sei nicht Kostjas Tochter: Der Hausarzt Wladimir Paulitsch muss nach einem heftigen Kampf mit Stefana zugeben, dass Kostjas tote Gattin diesem nie untreu gewesen war. Vielmehr habe der Arzt dieses Gerücht nur deshalb in die Welt gesetzt, weil einst Kostja nicht bereit gewesen war, einer Eheschließung dieses Mannes mit Kostjas Schwester zuzustimmen. Auch Kostjas Tochter sollte mit in diesen Abgrund aus Hass und Rache gezogen werden. Jetzt, wo die Wahrheit ans Licht gekommen ist, findet Kostja endlich seine innere Seelenruhe und stimmt einer Eheschließung zwischen Stefana und seinem Sekretär zu.

## Produktionsnotizen
Graf Kostja, einer der unbekanntesten Veidt-Produktionen, entstand 1924 und erlebte seine Deutschlandpremiere am 29. Mai 1925. Die Wiener Erstaufführung erfolgte am 26. Juni 1925. Wann genau der Siebenakter im Produktionsland Frankreich anlief, ist derzeit noch nicht geklärt.

## Kritiken
Wiens Die Stunde meinte: „Der ungemein spannende Film, der auch eine Fülle der schönsten Bilder bringt, ist schon wegen der Glanzleistung Konrad [sic!] Veidts ein künstlerisches Ereignis und eine Sehenswürdigkeit allerersten Ranges.“
Die Innsbrucker Nachrichten befanden: „Conrad Veidt und Andrä [sic!] Nox in den Hauptrollen stellen Figuren, die volle Würdigung verdienen. Der Film ist ein echter Veidt und ist geeignet, besonders das feinsinnigere Publikum zu befriedigen. Infolge vieler außerordentlich drastischer Szenen und der herrlichen Naturaufmachung übt der Film … eine starke Wirkung aus.“
Das Tagblatt stellte vor allem die visuellen Vorzüge des Films heraus: „Die Handlung, in einem einsamen Schloß am Rhein spielend, ist düster wie Graf Kostja selbst, und würde uns unbegreiflich scheinen, wäre sie nicht von so hoher darstellerischer Kunst getragen. Wunderbar paßt sich ihr die Landschaft an, heitere Bilder wechseln mit tieftraurigen im alten Gemäuer der Burg, aus deren Erkern und Turmgemächern die Sage flüsternd von uralten Zeiten erzählt.“